# Looptroop

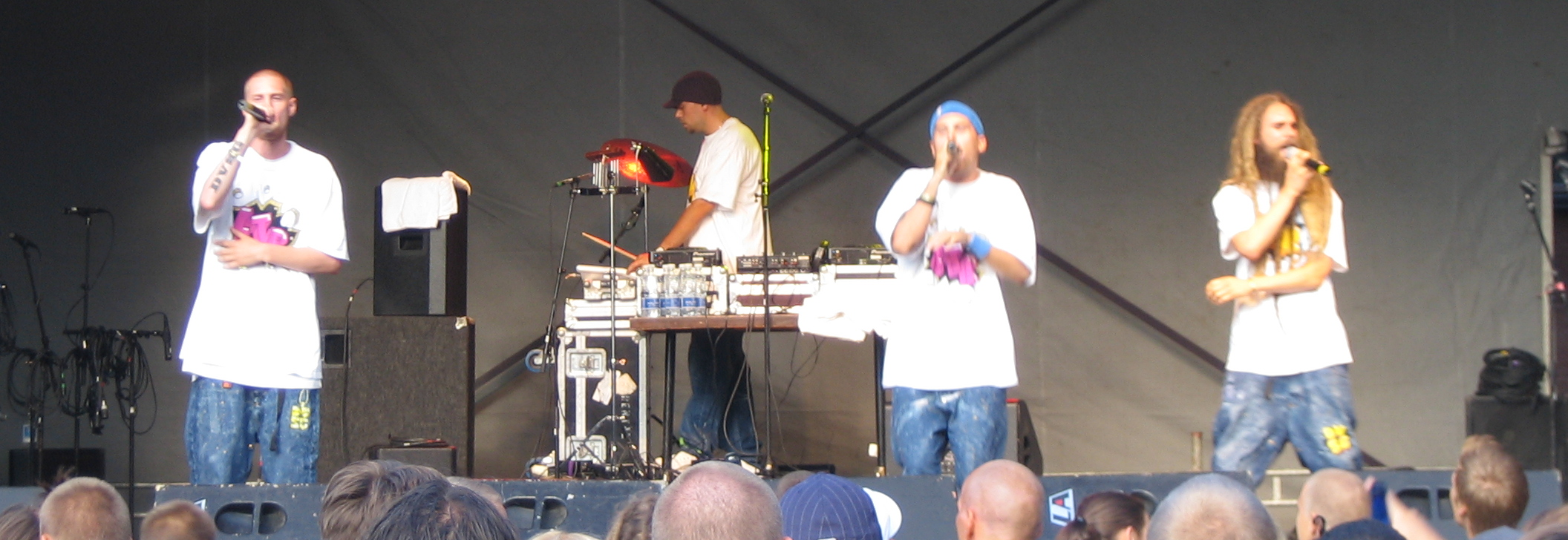
Looptroop en un festival de reggae l'any 2006.

Looptroop és un grup suec de música hip-hop/ rap i reggae que ha publicat tres discs complets i un bon nombre de senzills i EPs des del seu propi segell discogràfic DvsG (David vs. Goliath), gravats als estudis The Wax Cabinet.

## Biografia
La banda la formaren en Promoe i n'Embee (aleshores amb els noms artístics Mc Mårten i Dj Mc Marshall respectivament) a Västerås el 1992. De seguida s'hi va afegir en CosM.I.C (aleshores Mellow T) i alguns anys més tard es va completar amb Supreme. El 1999 els membres van fundar el seu propi segell discogràfic David vs. Goliath i van començar a cooperar amb Burning Heart Records. El grup ha estat involucrat en controvèrsies a causa de les lletres de les cançons Jag Sköt Palme (Jo vaig disparar Palme, referint-se al president suec assassinat Olof Palme) i Ring Snuten (truca la bòfia) (com a part del grup de bandes sueques anomenat Sedlighetsroteln). Looptroop té fama de ser un bon grup tocant en directe i fan gires tot sovint.

## Components del grup
Actualment
- Promoe - Mårten Edh (anteriorment amb el nom de Mc Mårten)
- Supreme - Mattias Lundh-Isen
- CosM.I.C - Tommy Isacsson (anteriorment amb el nom de Mellow T)
- Embee - Magnus Bergkvist (anteriorment amb el nom de Dj Mc Marshall)

## Discografia

### Àlbum
- Modern Day City Symphony Instrumentals (LP)
- Modern Day City Symphony (2LP/CD)
- The Struggle Continues Instrumentals (LP)
- The Struggle Continues (2LP/CD)
- Fort Europa Instrumentals (LP)
- Fort Europa (2LP/CD)

### Altres
- Don't Hate the Player (tolva)
- Fly Away (tolva)
- Looptroopland (tolva)
- Long Arm of the Law (tolva)
- Ambush in the night (tolva)
- Schlook from Birth (tolva)
- Heads or tails (tolva)
- From the Waxcabinet (tolva)
- Unsigned Hype (tolva)
- Punx not dead (MC)
- From the Waxcabinet (MC)
- Threesicksteez (MC)
- Superstars (MC)